# Atmosphère (unité)

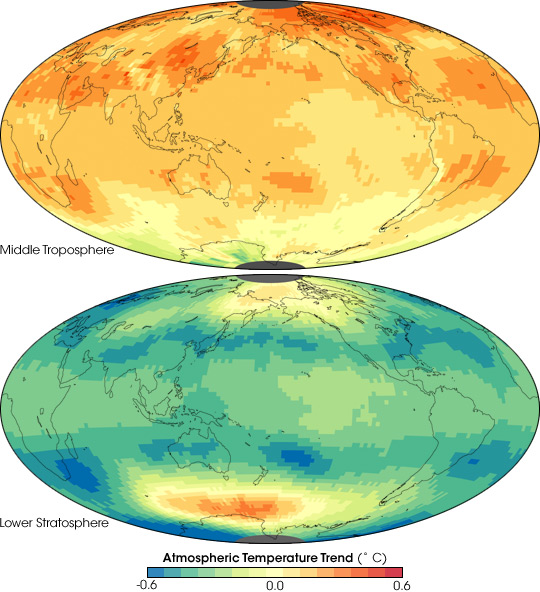
Carte de la température de l'atmosphère.

Pour les articles homonymes, voir Atmosphère et atm.
L'atmosphère normale (symbole atm) est une unité de pression qui n'appartient pas au Système international (SI). Elle a été définie lors de la 10e Conférence générale des poids et mesures, en 1954, comme étant égale à 1 013 250 dyn/cm2 (soit 101 325 Pa). Elle correspond à la pression d'une hauteur de 760 mmHg à 0 °C, sous l'accélération normale (g = 9,806 65 m/s2).
Cette valeur représente la pression atmosphérique moyenne au niveau moyen de la mer sur la latitude de Paris. En pratique, elle est assez proche de la pression moyenne au niveau de la mer de la plupart des pays industrialisés (autour de la latitude 49° N). Elle est de nos jours remplacée par l'unité SI, le pascal (Pa), mais reste cependant internationalement connue et relativement courante dans la littérature spécialisée des années 1960 à 1980.
L'atmosphère technique (symbole at) est également une ancienne unité de pression, définie comme la pression exercée par une colonne d'eau de 10 m : 1 at = 98 066,5 Pa (valeur exacte).

## Équivalences
Une pression de 1 atm peut également être exprimée comme :
≡ 1,013 25 bar, ou 1 013,25 millibars
≡ 101 325 Pa, ou 1 013,25 hPa
≡ 760 torrs
≈ 760,001 mmHg, 0 °C,
≈ 29,921 3 inHg, 0 °C
≈ 1,033 227 452 799 886 kgf/cm2, ou atmosphères techniques
≈ 1 033,227 452 799 886 cmH2O, 4 °C
≈ 406,782 461 732 238 5 inH2O, 4 °C 
≈ 14,695 948 775 513 4 psi
≈ 2 116,216 623 673 94 psf

## Applications
En chimie, les conditions normales de température et de pression sont définies par une température de 0 °C et une pression de 1 atm. En 1990, la pression standard a été changée de 1 atm à 105 Pa (1 bar).
Il est courant, notamment en plongée sous-marine, d'assimiler l’atmosphère au bar.
|        | Pascal (Pa) | Bar (bar)      | Atmosphère technique (at) | Atmosphère standard (atm) | Torr (mmHg)    | Unité PSI (psi) |
| ------ | ----------- | -------------- | ------------------------- | ------------------------- | -------------- | --------------- |
| 1 Pa   | ≡ 1 N/m2    | 10-5           | 10,197 × 10−6             | 9,869 2 × 10−6            | 7,500 6 × 10−3 | 145,04 × 10−6   |
| 1 bar  | 100 000     | ≡ 106 dyn/cm2  | 1,0197                    | 0,98692                   | 750,06         | 14,504          |
| 1 at   | 98 066,5    | 0,980665       | ≡ 1 kgf/cm2               | 0,96784                   | 735,56         | 14,223          |
| 1 atm  | 101 325     | 1,01325        | 1,0332                    | ≡ 1 atm                   | 760            | 14,696          |
| 1 Torr | 133,322     | 1,333 2 × 10−3 | 1,359 5 × 10−3            | 1,315 8 × 10−3            | ≡ 1 mmHg       | 19,337 × 10−3   |
| 1 psi  | 6 894,76    | 68,948 × 10−3  | 70,307 × 10−3             | 68,046 × 10−3             | 51,715         | ≡ 1 lbf/in2     |